# Даная (Кореджо)
«Даная» — картина італійського художника епохи Відродження Корреджо, написана приблизно в 1531 році і зараз зберігається в Галереї Боргезе в Римі.

## Історія
Серія «Коханки Юпітера» була задумана після успіху картини «Венера і Амур, за якими підглядає сатир». Художник встиг виконати чотири полотна, розміром два на два, і, ймовірно, планувалося більше картин. Хронологія цих чотирьох полотен є предметом певних суперечок. Однак важливим є фундаментальний внесок, який вони зробили в розвиток живопису на міфологічні та світські теми, завдяки новому і надзвичайному балансу між натуралістичною передачею та поетичним перетворенням.

Вазарі цитував «Данаю» (плутаючи, однак, головну героїню з Венерою) разом з «Ледою», стверджуючи, що Федеріко II Гонзага замовив її як подарунок для імператора Карла V. Згідно з пізнішими дослідженнями, робота, як і всі роботи з циклу «Кохання Юпітера», могла бути виконана для залу Овідія в Палаццо Те в Мантуї, призначена для Ізабелли Боскетті, коханки герцога: вона мала бути відправлена до Іспанії лише після смерті герцога Федеріко (1540), ймовірно, з нагоди весілля інфанта Філіппо з Марією Емануелою д'Авіз (1543).

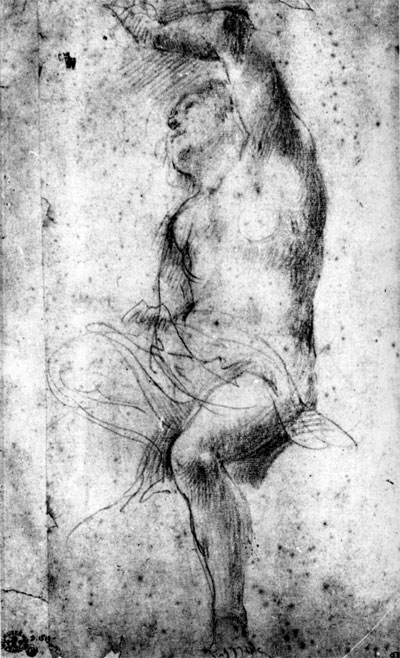
Підготовче креслення

У 1584 році художник Джованні Паоло Ломаццо згадує про полотно в Мілані, як частину колекції скульптора Леоне Леоні. Його син Помпео Леоні продав його імператору Рудольфу II (1601—1603); пізніше разом із «Ледою та лебедем» Корреджо картину перевезли із Праги до Стокгольма як військова здобич шведським королем Густавом Адольфом. Його дочка Христина, зрікшись престолу, привезла полотно з собою до Риму. Після її смерті його успадкував кардинал Дечіо Аццоліно, згодом ним володів Лівіо Одескалькі, герцог Браччано, а потім французький регент Філіп II Орлеанський.
Разом з більшою частиною сімейної колекції Орлеанів у 1792 році вона була продана в Англію, де вона належала герцогу Бріджуотеру та Генрі Гоупу, аж поки 1827 року її не придбав у Парижі принц Камілло Боргезе для своєї римської колекції.

## Опис і стиль
На картині зображена фігура грецької міфології Данаї, дочки царя Аргосу Акрісія. Після того, як оракул передбачив, що Акрісій буде вбитий її сином, він ув'язнив її у бронзовій вежі. Однак, як розповів римський поет Овідій у своїх «Метаморфозах», Юпітер досяг її у вигляді золотого дощу, запліднив її, і вона народила Персея. В італійському мистецтві це одне з найдавніших зображень цього сюжету.
Корреджо зображує Данаю, що лежить на ліжку, а дитина Ерос роздягає її, як золотий дощ з хмари. Біля підніжжя ліжка двоє путті перевіряють золоті та свинцеві стріли на пробному камені. 
Центром сцени є вивірена світлотіньова гармонія між білосніжними простирадлами та перламутровим відтінком шкіри Данаї. Вона зображена як діва, яка, не підозрюючи про нашу присутність, посміхається сама до себе, ніжно вітаючи золоті краплі, що падають на її коліна. На відміну від багатьох інших зображень того ж міфу, ця ніжна постать не викликає ніякого занепокоєння, як і прекрасний молодий крилатий геній, який тут замість звичайного слуги здивовано спостерігає, як з'являється хмара золотого дощу.
Найбільше світла в кімнаті падає праворуч, воно широке і сильне; хоча освітлення різке й яскраве, воно створює м'які тіні та нюансовані ефекти. З відчиненого вікна витікає сріблястий струмінь: таким чином, пейзаж є іншим яскравим полем, що контрастує з м'яким, глибоким тоном кімнати. Уважне спостереження за путті також вказує на м'яке падіння світла з верхнього отвору, який зараз зайнятий хмарою, як життєво важливий ключ до входу божественного дощу. Дивовижна гра світла й тіней свідчить, що художник ретельно вивчав живі моделі.
На одному з підготовчих малюнків Безансона зображено Данаю, але в іншій позі, ніж та, що була прийнята в остаточному рішенні. Спокійна та лагідна атмосфера, описана Корреджо, можливо, підказала Тиціану (Данаї) ідеї, які згодом були суттєво перероблені в інший спосіб.

## Нащадки
Картина є частиною уявного музею французького історика Поля Вейна, який описує її у своїй книзі «Mon musée imaginaire».

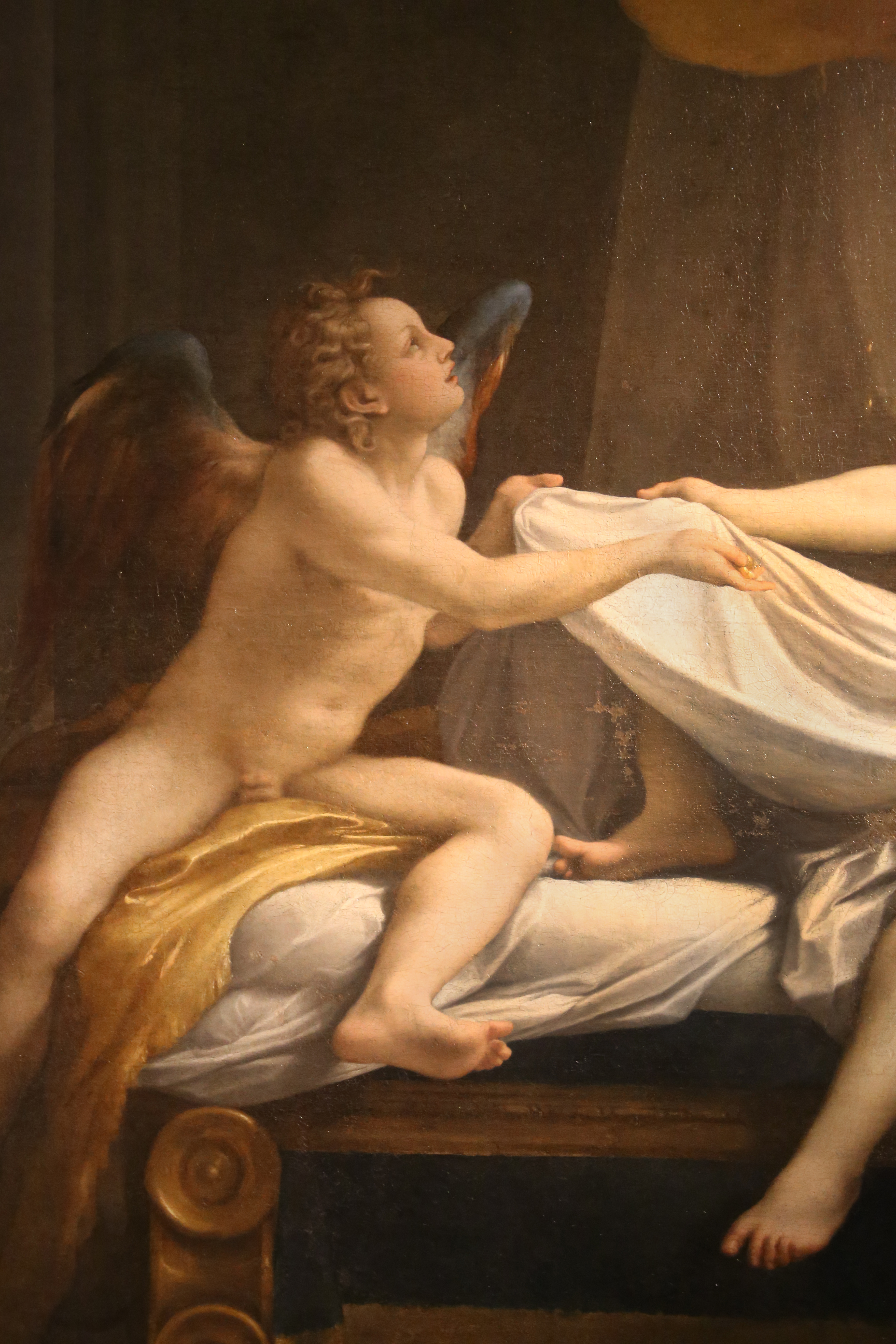
Деталь
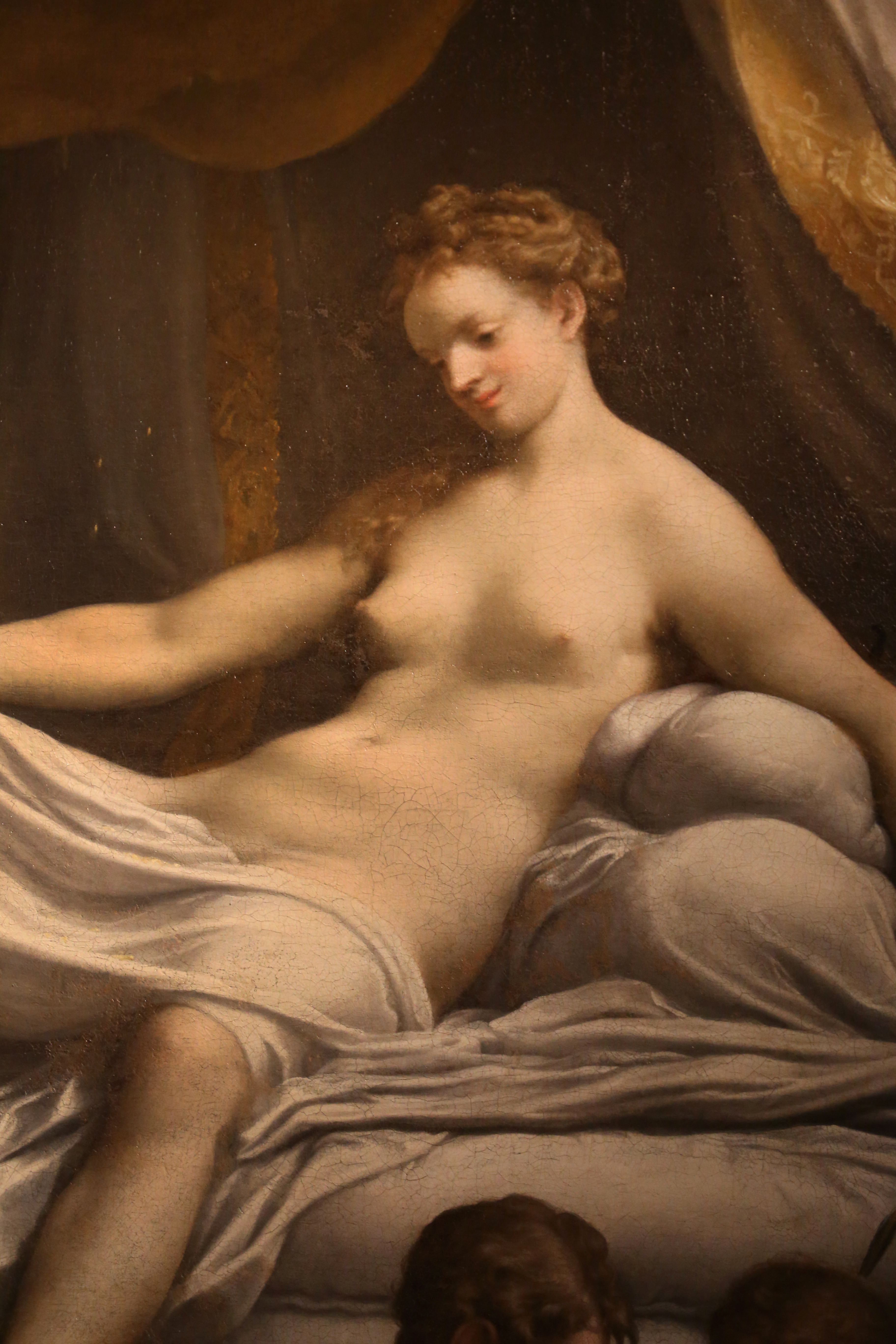
Деталь
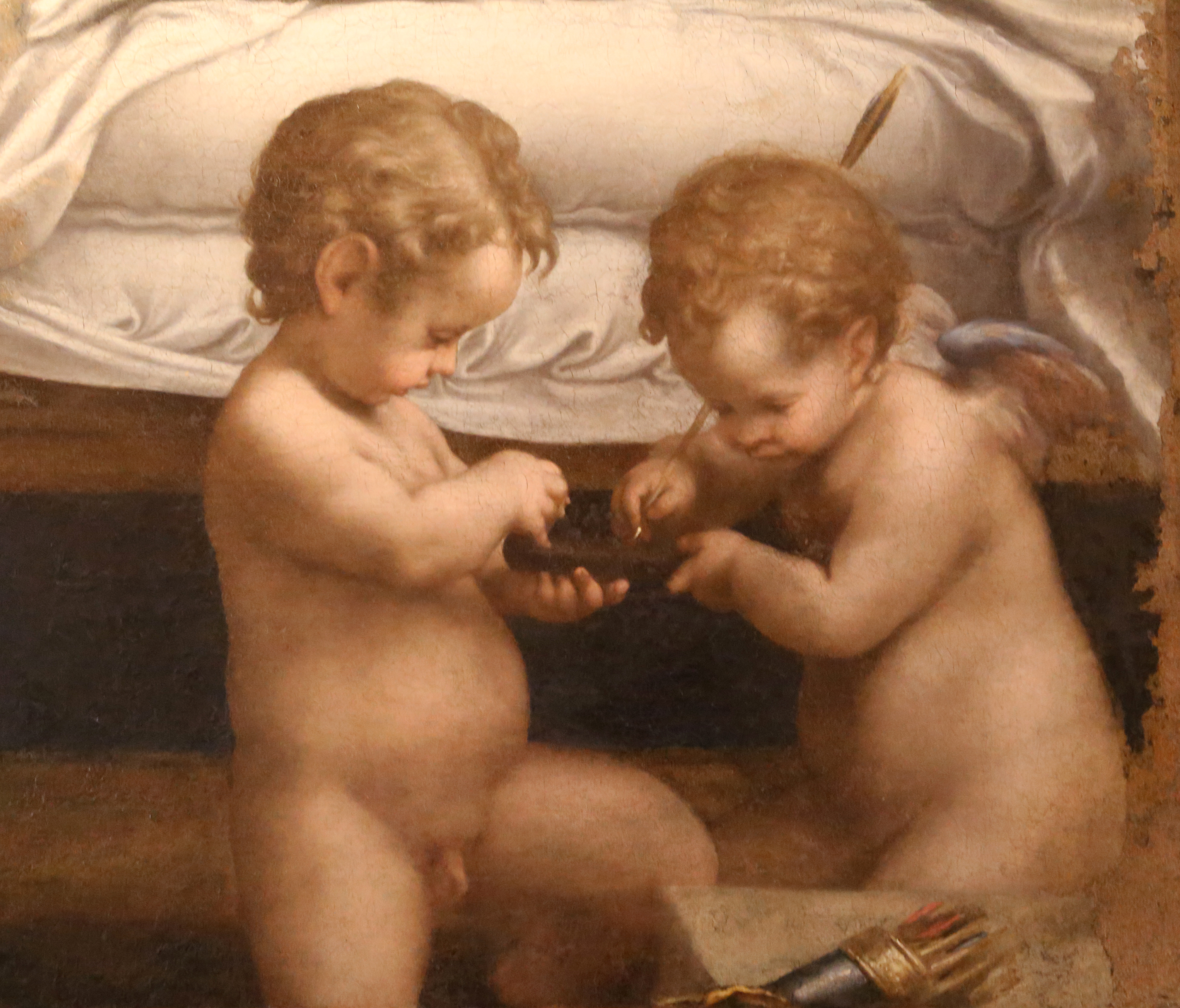
Деталь